# ايه اي دبليو أول اوت 2019
ايه اي دبليو أول اوت هو عرض مصارعة محترفين يروج له واتحاد اول ايليت ريسلينج (AEW). اقيم في قاعة مركز سيرز أرينا Sears Centre Arena في ضاحية هوفمان إستيتس بمدينة شيكاغو ، إلينوي يوم السبت الموافق 31 أغسطس 2019  حدد الحدث الرئيسي تتويج اول بطل AEW للعالم.

## الإنتاج

### الخلفية
أثناء عرض اول ايليت ريسلينج الافتتاحي، دبل اور ناثينج، تم الإعلان عن أول اوت All Out كنسخة ثانية من عرض أول اين. ورافقه جولة تسمي بستاركاست Starrcast III الذي ‏ اقيم في نهاية الأسبوع. بيعت تذاكر العرض خلال 15 دقيقة.
كما تم الكشف في فيديو مسجل تم بثه على الإنترنت من قبل برندي رودز، كبيرة مسؤولي العلامات التجارية في اتحاد AEW ، يوم الأربعاءالموافق 19 يونيو 2019، تم الإعلان انه سيتم الكشف عن شكل حزام بطولة العالم للسيدات في AEW في عرض All Out. لم تكشف رودس عن أي تفاصيل عن موعد وكيفية تحديد البطلة الأولي.

### بناء العرض
شهد عرض أول اوت مجموعة من مباريات مصارعة المحترفينالتي من شأنها أن يشارك المصارعين مختلفين في النزاعات المكتوبة وسيناريوهات مكتوبة بشكل مسبق. تم تصوير المصارعون المكروهين والمحبوبين أو الشخصيات الأقل تميزًا في السيناريوهات التي أدت إلى توتر وتودي الي اعلان عن مباراة مصارعة أو سلسلة من مباريات المصارعة.
في العرض الافتتاحي لعرض دبل اور ناثينج تم الإعلان ان الفائز بمباراة الكازينو باتل رويال ادم بيج تأهل لمباراة تتويج أول بطل AEW للعالم. وتأهل كريس جيركو أيضًا للمباراة بفوزه على كيني أوميغا في الحدث الرئيسي للعرض. في الأسبوع التالي، تم تحديد موعد المباراة البطولة بشكل رسمي في عرض أول اوت.
في ختام دبل اور ناثينج ظهر جون موكسلي من بين الحشد، مؤكداً بذلك الظهور أنه وقع عقد مع اتحاد AEW ، وهاجم كل من كريس جيركو وكيني أوميغا. ضرب الاخير مرة أخرى واشتبك معه عند المدخل حيث ضرب أوميغا واسقطه من علي المسرح. في وقت لاحق، تم تحديد موعد لمباراة أوميغا وموكسلي في عرض أول اوت. في عرض فيتير فيست، تشاجر موكسلي مع اوميجا، حيث نجح اوميجا في نيل انتقامه من موكسلي قبل مباراتهم. في 23 أغسطس، أعلن موكسلي أنه لن يكون قادرًا على المنافسة في عرض All Out بسبب إصابة في المرفق. تم التأكيد بعد ذلك على أن باك سيحل محل جون موكسلي بعد أن قامت AEW و Dragon Gate بتسوية ختلافاتهما الإبداعية، والتي منعت باك من المشاركة في عرض دبل اور ناثينج والأحداث اللاحقة، مما جعل مباراة باك الاولي مع اتحاد AEW في عرض أول اوت.
خلال عرض Fyter Fest ، فاز فريق أفضل الاصدقاء (تشاك تيلور وترينت باريتا) على اس سي يو (ممثلة ب فرانكي كازاريان وسكوربيو سكاي) وبرايفت بارتي (اسايا كاسيدي ومارق كوين) في مباراة فريق ثلاثية. بينما كان في عرض Fight for the Fallen ، قام فريق ذا دارك اوردر المكون من (ايفيل اونو وستو جرياليسون) بالفوز في أول مباراة لهما مع اتحاد AEW وحيث هزما فريق انجيلكو وجاك ايفانز وفريق فتي وديناصوره المكون من جوي جانيلا ولوتشا سورس وحدث هذا في مباراة فريق ثلاثية ومع فوز كل منهما، تقدم الفريقين للمنافسة في عرض All Out للحصول على فرصة في الجولة الأولى في بطولة AEW العالمية للفرق.
في 16 مارس في عرض راي دي ريس التابع لاتحاد AAA ، هزم فريق اليونغ باكز (مات جاكسون ونيك جاكسون) لوتشا براذرز (بنتاجون جونيور وراي فينيكس) للفوز ببطولة AAA للفرق واحتفظوا بها في مباراة الإعادة في عرض دبل اور ناثينج. وفي يونيو، استعاد فريق لوتشا بروس الألقاب في عرض AAA Verano de Escándalo الخاص باتحاد تربل ايه. بعد مباراة اليونج باكس في عرض Fight for the Fallen فريق اللوتشا بروس تحدوا اليانج باكس في مباراة سلم في عرض All Out ألقابهم على المحك وقبل الباكس تحديهم.
بعد أن انتهت مباراة كودي وداربي ألين بالتعادل في عرض فيتر فيست، ظهر شون سبيرز وضرب رودس بالكرسي على رأسه، مما أدى إلى تلقي كودي 12 غرزة جراحية. في مقابلة مع جيم روس، اوضح سبيرز أنه يعتقد أن كودي كان صديقه إلى أن وصفه كودي بأنه «اليد الطيبة»، وشعر أن كودي لم يعد يحترمه، ولهذا هاجمه. قال إنه لديه عداء لم ينتهي بعد مع كودي، يعود تاريخه إلى الوقت الذي بدأ فيه كل منهما في أوهايو فالي ريسلنغ في عام 2006. ثم قام بتحديه في نزال في عرض All Out ، وليصبح الامر رسميًا.
في عرض Fight for the Fallen ، خسر فريق جيمي هافوك وديربي ألين وجوي جانيلا امام فريق ام جي اف وسامي جوفارا وشون سبيرز. ألقى الثلاثة باللوم على بعضهم البعض لخسارتهم ووراء الكواليس. في وقت لاحق تم تحديد موعد لمباراة ثلاثية في عرض أول اوت.
في الحلقة من الطريق إلى أول اوت بتاريخ 7 أغسطس، تم الإعلان عن أن العرض الأفتتاحي لعرض أول اوت سيحتوي على نسخة أنثوية من مباراة كازينو باتل رويال مع حصول الفائزة على مباراة علي طولة العالم للسيدات AEW الافتتاحية، والمقرر عقدها في 2 أكتوبر AEW على بث تي ان تي. تم تأكيد علي مشاركة نيلا روز، بريت بيكر، أللي، براندي رودز، تيل بايبر، إيفيلس، وجاز في معركة 21 امرأة ملكية. في 20 أغسطس، تم الإعلان عن أن مشاركة سادي جيبس وبيج سويل. في 26 أغسطس، أكدت اوسم كونغ أنها ستنافس في الكازينو باتل رويال النسائية في مقابلة مع نيويورك بوست. في 29 أغسطس، تم إعلان ان شازا ماكنزي كمشاركة في النزال. في 30 أغسطس، تم إعلان عن مشاركة أللي في مباراة الكازينو باتل رويال.

## العرض
| الدور                    | الاسم            |
| ------------------------ | ---------------- |
| التعليق بالانجليزي       | جولدن بوي        |
| التعليق بالانجليزي       | جيم روس          |
| التعليق بالانجليزي       | ايكسكاليبر       |
| التعليق باللغة الاسبانية | أليكس ابراهانتيس |
| التعليق باللغة الاسبانية | داشا كوريت       |
| التعليق باللغة الاسبانية | هوجو سافينوفيتش  |
| معلق الحلبة              | جاستن روبتس      |
| الحكام                   | أوبري إدواردز    |
| الحكام                   | ريك نوكس         |
| الحكام                   | بول ترنر         |
| الحكام                   | بيرسي ريمسبورج   |
| الحكام                   | إيرل هبنر        |
| المحاور                  | جين ستيرجير      |

### العرض الافتتاحي
حدثت مباراتان أثناء العرض الافتتاحي Bay in الأولي كانت عبارة عن مباراة كازينو باتل رويال حيث فازت المصارعة نيلا روز بالمباراة بعد ان قامت بأقصاء 20 مصارعة كانت اخر واحدة فيهن هي المصارعة دكتور بريت بكير وبالتالي حصلت علي فرصة لمواجهة الفائزة بين ريهو وهيكارو شيدا لتحديد أول بطلة عالمية للسيدات والمقرر عقدها في برنامج AEW على قناة TNT يوم الأربعاء الموافق 2 أكتوبر 2019 في الثانية واجه فريق برايفت بارتي (ايسا كاسيدي ومارق كوين) فريق أنجليكو وجاك إيفانز. قام كاسيدي وكوين بأداء ضربتهما القاضية جين اند جوس على إيفانز للفوز. بعد المباراة، هاجم كل من أنجليكو وإيفانز كاسيدي وكوين.

### العرض الرئيسي
افتتح العرض الرئيسي بمبارة بين سوكال انسيتسوريد (كريستوفر دانيلز، فرانكي كازاريان، وسكوربيو سكاي) في مواجهة ضد فريق جورسيك اكسبريس (لوتشا سوروس وجانجل بوي وماركو ستانت). قام دانيلز وكازاريان بأداء ضربتهما القاضية بيست ميلتزر ايفير على ستانت وبوي للفوز.
كيني أوميغا واجه باك. باك أجبر أوميغا علي الخسارة بالإخضاع بسبب فقدانه الوعي
شارك جوي جانيلا وداربي ألين وجيمي هافوك في مباراة تهديد ثلاثي مباراة صراع البراميل انتهت المباراة بقيام هافوك بأداء ضربته القاضية اسيد رين ميكر علي جانيلا للفوز برميل
واجه فريق ذا دارك اوردر (ايفيل اونو وستو جرايسون) فريق أفضل الاصدقاء (تشاك تي وترينت باريتا) وأدى كل من أونو وجرايسون ضربتهما القاضية فيتالتي على بيريتا للفوز وبذلك تاهلا للجولة الثانية من دوري بطولة الـAEW العالمية للفرق. واجهت ريهو هيكارو شيدا حيث ستواجه الفائزة بينهن نايلا روز في مباراة لتحديد أول بطلة العالم للسيدات والمقرر عقدها في عرض AEW الاسبوعي على TNT يوم الأربعاء 2 أكتوبر. حيث هزمت ريهو شيدا للفوز
واجه كودي شون سبيرز. أدى كودي كروس رودس على سبيرز للفوز.
دافع فريق اللوتشا بروس (بنتاغون جونيور وراي فينيكس) عن بطولة AAA للفرق ضد فريق اليونغ باكز (مات ونيك جاكسون) في مباراة إسكاليرا دي لا مويرتي مباراة سلالم. أجرى بنتاغون وفينكس مزيجًا من ضرباتهما القاضية فير فاكتو / سبرينغ بورد ستومب كومب على السلم على مات. واسترجع بنتاغون وفينيكس الأحزمة للحفاظ على الالقاب لكن كان هناك مفاجاءة غير متوقعة حيث انضم للاتحاد فريق جديد وهما سانتانا واوريتز اللذان كانا يعرفا في اتحاد التي ان ايه بأسم ال ايه اكس وقد هاجما اللوتشا بروس وبذلك يكملا عدواتهما التي كانا قد بدائها معاً في عروض التي ان ايه قبل انضمامهم للاتحاد.

### الحدث الرئيسي
في الحدث الرئيسي، واجه المتنافسان الاوئل علي اللقب العالمي الشاغر كريس جيركو آدم بيج لتحديد أول بطل AEW العالمي. جيركو ضرب ادم بيج بضربته كودبريكر على الأرض حاول بيج استخدام ضربته القاضية علي جيركو باكشوت لاريات لكن جيركو قلبها لكودبريكر اخري ومن ثم تثبيت فاشل. وبعد محاولات للفوز باللقب بين الاثنين وضع جيركو النهاية بضربته القاضية الجديدة جوداس ايفيكت وقام بتثبيت بيج للفوز باللقب الشاغر ويصنع التاريخ بتحقيق رابع لقب عالمي في تاريخه.

## نتائج العرض

### كازينو باتل رويال
قانون المباراة خمس مصارعين سيبدئون المباراة وكل 3 دقائق سيدخل خمس مصارعين اخرين، حتي يكتمل العدد 21 مصارعة اخر مصارعة تبقي في الحلبة ستاخذ فرصة للمنافسة علي لقب AEW للنساء في في أول عرض مباشر للاتحاد الذي سيوافق يوم الأربعاء الثاني من أكتوبر 2019
جدول يوضح ترتيب المصارعات في مباراة الكازينو باتل رويال
| السحب    | اسم المصارعة    | رقم الدخول | أُقصيت بواسطة                    | عدد المصارعات التي اقصتهم |
| -------- | --------------- | ---------- | ------------------------------- | ------------------------- |
| الأسباتي | شالاندرا رويال  | 1          | نيلا روز                        | 0                         |
| الأسباتي | ليفا باتيس      | 4          | نيلا روز                        | 0                         |
| الأسباتي | فابي أباتشي     | 2          | نيلا روز                        | 0                         |
| الأسباتي | بريسكيلا كايلي  | 3          | نيلا روز                        | 0                         |
| الأسباتي | نيلا روز        | -          | الفائزة بالمباراة               | 10                        |
| الديناري | بينيلوبي فورد   | 7          | نيلا روز                        | 0                         |
| الديناري | شازا ماكنزي     | 5          | بريت بيكر                       | 0                         |
| الديناري | سادي غيبس       | 17         | بيا بريستلي                     | 1                         |
| الديناري | بيج سولي        | 6          | نيلا روز                        | 0                         |
| الديناري | بريت بيكر       | 20         | بيا بريستلي ونيلا روز           | 1                         |
| البستوني | تانيل داشود     | 8          | اوسم كونغ                       | 0                         |
| البستوني | ايفيليس         | 9          | اوسم كونغ                       | 0                         |
| البستوني | بيا بريستلي     | 19         | بريت بيكر                       | 3                         |
| البستوني | براندي رودس     | 15         | بريت بيكر وأللي                 | 0                         |
| البستوني | أوسم كونغ       | 12         | بريت بيكر وسادي غيبس واوه دي بي | 3                         |
| القلب    | اللي            | 16         | نيلا روز                        | 1                         |
| القلب    | نيكول سافوي     | 10         | نيلا روز                        | 0                         |
| القلب    | تيل بايبر       | 11         | اوسم كونغ                       | 0                         |
| القلب    | اوه دي بي       | 14         | بريت بيكر                       | 1                         |
| القلب    | جاز             | 13         | نيلا روز                        | 0                         |
| الجوكر   | مرسيديس مارتينز | 18         | بريت بيكر                       | 0                         |

^1لقد تم استبعاد بريستلي بالفعل عندما سحبت بيكر فوق الحبل العلوي، مما أدى إلى اقصاءها من المباراة
| ترتيب المباريات        | المباراة | شرط المباراة | الوقت الذي استغرقته المباراة | الملاحظات     |
| ---------------------- | --- | --- | ---------------------------- | ------------- |
| 1 العرض الافتتاحي      | نيلا روز تفوز في مباراة 21 مصارعة كازينو باتل رويال بعد ان قامت بأقصاء بريت بيكر اخر من تبقت في الحلبة                             | مباراة باتل رويال لتحديد المنافسة الاولي علي لقب بطولة AEW للنساء في أول عرض مباشر للاتحاد الذي سيوافق يوم الأربعاء الثاني من أكتوبر 2019 حيث ستواجه الفائزة في مباراة ريهو وهيكارو شيدا | -                            | [ 26 ]        |
| 2 العرض الافتتاحي      | برايفيت بارتي (ايسيا كاسيدي ومارق كوين) يهزما فريق انجليلكو وجاك ايفانز                                                            | مباراة فرق | 11:35                        | [ 27 ]        |
| 3                      | فريق اس سي يو (سكوربيو سكاي وكريستوفر دانيالز وفرانكي كازاريان) يهزمون فريق جوراسيك اكسبريس (لوتشا سوروس وجانجيل بوي وماركو ستانت) | مباراة ست رجال فرق | 11:45                        | [ 28 ]        |
| 4                      | باك يهزم كيني أوميغا بالإخضاع | مباراة الفردي | 23:20                        | [ 29 ]        |
| 5                      | جيمي هافوك يهزم جوي جانيلا برفقة لوتشا سوروس وديربي ألين                                                                           | مباراة تهديد ثلاثي صراع البراميل | 15:00                        | [ 30 ]        |
| 6                      | فريق ذا دارك اوردر (ايفل اونو وستو جرايسون) يهزمان فريق أفضل الأصدقاء (تشاك تايلور و ترينت بيريتا)                                 | مباراة فرق للتقدم للجولة الثانية لتحديد أول ابطال بطولة AEW للفرق | 13:40                        | [ 31 ]        |
| 7                      | ريهو تهزم هيكارو شيدا | مباراة فردية لتواجه نايلا روز علي لقب بطولة AEW للنساء الشاغر في أول عرض مباشر للاتحاد الذي سيوافق يوم الأربعاء الثاني من أكتوبر 2019                                                    | 13:35                        | [ 32 ]        |
| 8                      | كودي رودز (برفقة ام جي اف) يهزم شون سبيرس برفقة تولي بلانشارد                                                                      | مباراة فردية | 16:20                        | [ 33 ]        |
| 9                      | فريق لوتشا براذرز (بينتاجون جونيور وراي فينيكس) (ب) ضد فريق اليونج باكس (مات جاكسون ونيك جاكسون)                                   | مباراة سلم علي بطولة تربل ايه للفرق | 21:00                        | [ 34 ]        |
| الحدث الرئيسي          | كريس جيركو يهزم آدم بيج | مباراة فردية ليصبح أول بطل لبطولة AEW للعالم | 26:25                        | [ 35 ] [ 36 ] |
| - (ب) - تشير إلى البطل | | |                              |               |

## روابط خارجية
- ايه اي دبليو أول اوت 2019 على موقع IMDb (الإنجليزية)
- ايه اي دبليو أول اوت 2019 على موقع قاعدة بيانات الفيلم (الإنجليزية)
- ايه اي دبليو أول اوت 2019 على موقع كينوبويسك (الروسية)